# Ciliochora calabrica
Ciliochora calabrica är en svampart som beskrevs av B. Sutton & Mugnai 1996. Ciliochora calabrica ingår i släktet Ciliochora, divisionen sporsäcksvampar och riket svampar.   Inga underarter finns listade i Catalogue of Life.